# 반구조적 지식 시스템
반구조적 지식 시스템(semistructured knowledge)은 관리자들의 이메일, 음성 메일, 채팅 내용, 비디오, 디지털 사진, 부로셔나 게시판 등 다소 구조적이지 못한 문서 형태로 기업 내부 어딘가에 존재하는 정보들이 요구되는 반구조적 지식을 관리하는 시스템이다. (산업체에서는 디지털자산관리시스템이라고 한다.)

## 같이 보기
- 지식경영